# Ranking Roger

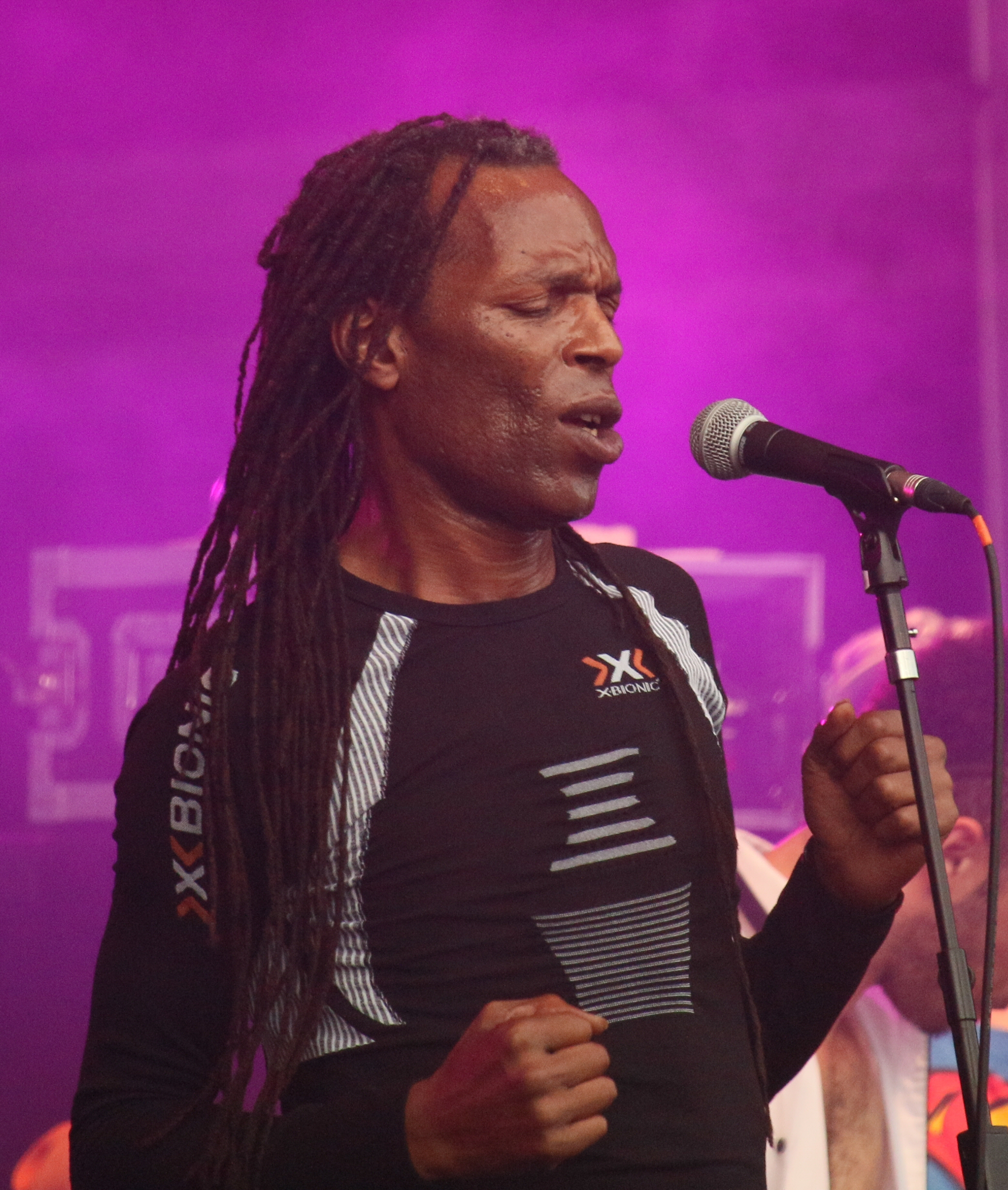
Ranking Roger in 2015 op het Godiva-festival in Coventry, bakermat van de ska-revival

Roger Charlery (Birmingham, 21 februari 1963 - aldaar, 26 maart 2019), beter bekend onder zijn artiestennaam Ranking Roger, was een Brits muzikant; hij was bijna 40 jaar zanger van de 2 Tone-skaband The Beat en de tussentijdse afsplitsing General Public. 

## Biografie

### The Beat
Roger groeide op in de Birminghamse wijk Small Heath als zoon van Luciaanse ouders en was al in zijn schooltijd bezig met muziek. Hij draaide reggae in soundsystems, drumde in de punkband Dum Dum Boys en verzorgde spontane gastoptredens als praatzingende toaster; onder meer bij The Damned en het beginnende UB40 toen hun eigen toaster Astro nog een roadie was.
Zodoende sloot Roger zich in 1979 aan bij The Beat om samen met gitarist Dave Wakeling de zang op zich te nemen. The Beat debuteerde op 2 Tone met een cover van de Smokey Robinson-hit Tears of a Clown, maar besloot al snel om een eigen label (Go-Feet) te beginnen waarop drie studioalbums verschenen; I Just Can't Stop It (1980), Wha'ppen? (1981) en Special Beat Service (1982). Anders dan de andere ska-revivalbands was The Beat in Amerika populairder dan in eigen land, en toerde er als voorprogramma van The Clash die feitelijk met hetzelfde probleem worstelde. Roger zong mee op live-uitvoeringen van het toen nog onuitgebrachte Rock the Casbah en een studioversie die tot 2015 op de plank bleef liggen.

### General Public
In 1983 werd The Beat opgeheven en gingen Roger en Wakeling verder als General Public. Ze werden begeleid door ex-leden van Dexys Midnight Runners en bassist Horace Panter van The Specials en brachten met wisselend succes twee albums uit; General Public (1984; met de hit Tenderness) en Hand to Mouth (1986), daarna scheidden hun wegen. 
Roger bleef samenwerken met Panter; op zijn eerste soloalbum Radical Departure uit 1988 en in Special Beat die tussen 1990 en 1993 actief was. Tijdens de afscheidstournee door Amerika kwam Dave Wakeling (inmiddels verhuisd naar Californië) meedoen; dit leidde ertoe dat General Public nieuw leven werd ingeblazen voor een cover van The Staple Singers' I'll Take You There en het album Rub It Better dat in 1995 uitkwam. 

### Verdere samenwerkingen
- Big Audio Dynamite (de band rond ex-Clash-zanger Mick Jones); op de albums Higher Power (1994) en Entering a New Ride (1997).
- Pato Banton; Bubbling Hot (1994)
- Sting; op een nieuwe versie van de Police-klassieker The Bed's Too Big Without You voor de cd-maxi-single Let Your Soul Be Your Pilot. Tijdens de reünietournee van The Police in 2007 zong Roger mee op  Roxanne.
- Smash Mouth; You Are My Number One (2003)

### Reünie van The Beat

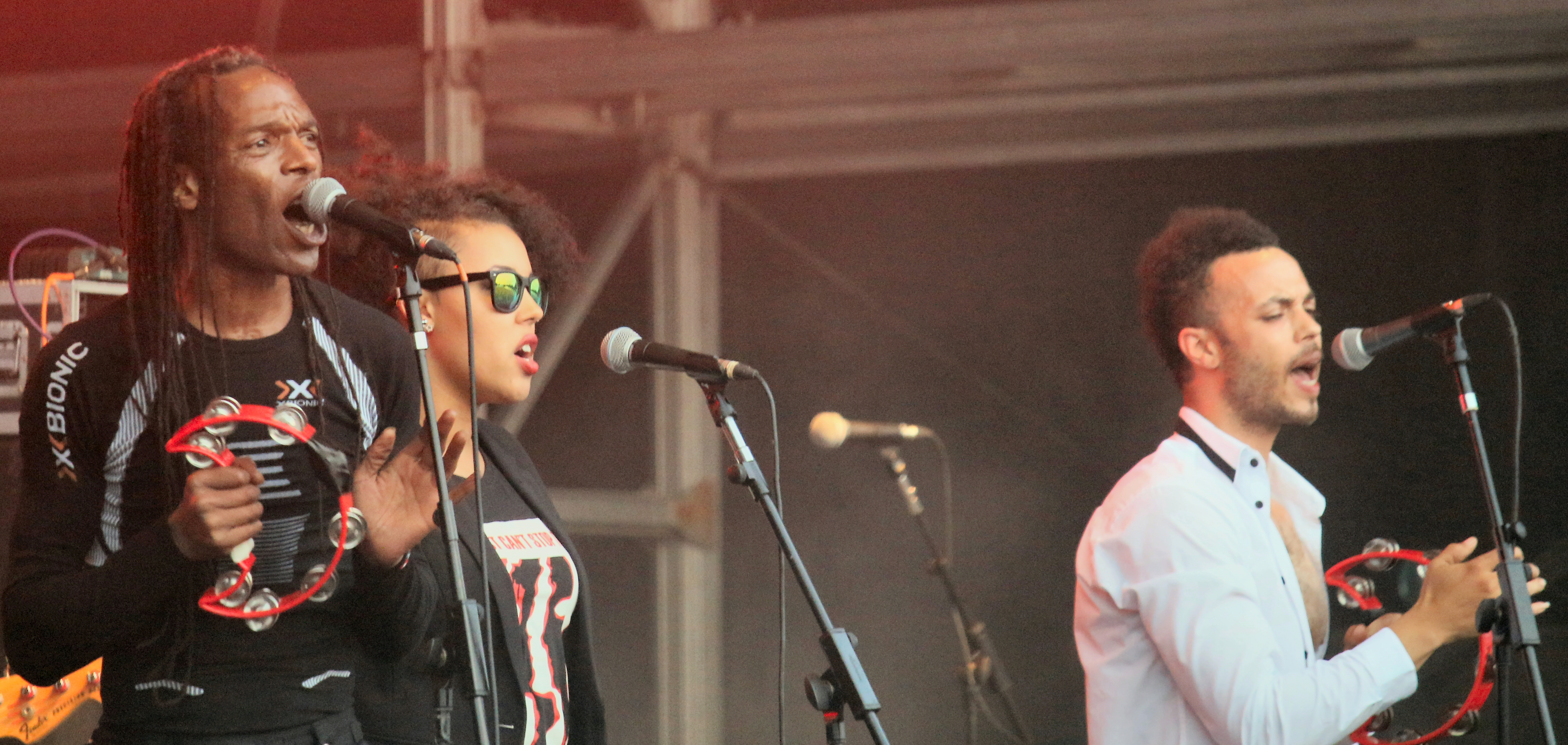
Ranking Roger, dochter en Ranking Junior

Na zijn dance-album Inside My Head uit 2001 vormde Roger in 2003 een nieuwe versie van The Beat met onder meer zoon Ranking Junior (Matthew Murphy) en uit de originele bezetting saxofonist Saxa (in 2017 overleden) en drummer Everett Morton (later vervangen door Fuzz Townshend van Pop Will Eat Itself en Oscar Harrison van Ocean Colour Scene). Met deze Beat trad Roger vijftien jaar op en bracht hij nieuw materiaal uit; daarnaast bleef hij ook solo actief. In 2017 toerde The Beat met collega-2 Tone-band The Selecter; een vervolg stond gepland voor 2018, maar werd halverwege afgelast omdat Roger in het ziekenhuis lag met een lichte beroerte.

### Overlijden
In januari 2019 verscheen Public Confidential, het laatste Beat-album dat Ranking Roger heeft opgenomen. De zanger was geopereerd aan twee hersentumoren en werd behandeld voor longkanker; hij overleed op 26 maart 2019. Zijn autobiografie, I Just Can't Stop It, was dan al geschreven en werd in juni 2019 uitgebracht.
Op 26 maart 2021 bracht Ranking Junior samen met The Ordinary Boys de single Legacy uit als postuum eerbetoon aan zijn vader.   
- Bibsys: 5042670
- Gemeinsame Normdatei: 1210871270
- International Standard Name Identifier: 0000 0000 3315 4146
- Library of Congress Control Number: n91127360
- MusicBrainz: ebd6c658-2347-452f-921f-c14fc0d4675a
- Virtual International Authority File: 304149294144780521098
- WorldCat: E39PCjKbJQV3kypKR67RKHhQHK